# パンコンチネンタルカーリング選手権
パンコンチネンタルカーリング選手権（パンコンチネンタルカーリング選手権、英語：Pan Continental Curling Championships、略称：PCCC）は、世界カーリング連盟（WCF）が主催するカーリングの選手権大会。世界カーリング選手権の出場資格を得るための大会として、パシフィックアジアゾーンとアメリカ大陸ゾーンの2つのゾーンを統合して行われる。2021年までは、パシフィックアジア地域のパシフィックアジアカーリング選手権とアメリカ地域のアメリカズチャレンジと別れて開催されていた。

## 概要
世界カーリング連盟（WCF）に加盟する、アジアパシフィックゾーンの国と地域及び、アメリカ大陸ゾーンの国が出場する。
2021年まではアジアパシフィックゾーンとアメリカ大陸ゾーンで大会が分かれていたが、2022年からは統合して行われる。
ヨーロッパカーリング選手権に倣って、上部リーグのAディビジョン（8チーム）と下部リーグのBディビジョンによって争われる。初年度のみAディビジョンは、アジアパシフィックゾーンから5チーム、アメリカ大陸ゾーンから3チームとなり、以後はAディビジョンの最下位とBディビジョン最上位を入替を行う。ただし、2022年大会の女子は、オーストラリアがパンデミックにより2021年パシフィックアジア選手権に出場できなかったため、追加されて行われる。

## 試合形式

### ディビジョンA
予選
ディビジョンAでは、出場全チームの総当たりリーグ戦で争う。その中での上位4チームが決勝トーナメントへ進む。
8位（2022年の女子は9位）のチームは翌年ディビジョンBへ降格する。
決勝
準決勝ののち、3位決定戦と決勝を行う形で争われる。
世界選手権への出場枠
選手権での上位5チーム（開催地のチームがいる場合は、開催地を除く上位4チーム）は、世界選手権の出場権を獲得する。
前年の世界選手権のヨーロッパ・ヨーロッパ以外の上位5チームずつの成績を集約した結果より、ヨーロッパ以外のチームの成績が良い場合は、1つ枠が追加される。

### ディビジョンB
フォーマットは参加チームと利用可能なシート数により、WCFが変更する権利を持つ。ただし、すべてのチームに対し優勝する可能性があり、適切な数を行えるもの。
優勝したチームは、翌年ディビジョンAへ昇格する。前年参加していないチームは、ディビジョンBに参加する。
2022年大会は、男子はディビジョンAと同じフォーマットで行われた。女子は、予選を2回戦総当たりとし、予選2位、3位チームにおける準決勝に続き、決勝が行われた。

## 過去の開催地・結果

### 男子
- 数： 本戦の参加チーム数。

| 回 | 開催年 | 開催地     | ディビジョンA | ディビジョンA | ディビジョンA                                                                                | ディビジョンA | ディビジョンA  | ディビジョンA        | ディビジョンB | ディビジョンB |
| 回 | 開催年 | 開催地     | 数            | 優勝          | 優勝                                                                                         | 準優勝        | 3位            | 降格                 | 数            | 優勝          |
| -- | ------ | ---------- | ------------- | ------------- | -------------------------------------------------------------------------------------------- | ------------- | -------------- | -------------------- | ------------- | ------------- |
| 1  | 2022   | カルガリー | 8             | カナダ        | ブラッド・グシュー マーク・ニコルス エリック・ハーンデン ジェフ・ウォーカー ネイサン・ヤング | 韓国          | アメリカ合衆国 | ブラジル             | 8             | ガイアナ      |
| 2  | 2023   | ケロウナ   | 8             | カナダ        | ブラッド・グシュー マーク・ニコルス エリック・ハーンデン ジェフ・ウォーカー ジム・コッター   | 韓国          | 日本           | ガイアナ             | 8             | 中国          |
| 3  | 2024   | ラクーム   | 8             | 中国          | 徐曉明 フェイ・シュエチン 王智宇 リー・ジーチャオ イェ・ジャンジュン                         | 日本          | アメリカ合衆国 | チャイニーズタイペイ | 12            | フィリピン    |

### 女子
- 数： 本戦の参加チーム数。

| 回 | 開催年 | 開催地     | ディビジョンA | ディビジョンA | ディビジョンA                                                                                    | ディビジョンA | ディビジョンA  | ディビジョンA        | ディビジョンB | ディビジョンB                                    |
| 回 | 開催年 | 開催地     | 数            | 優勝          | 優勝                                                                                             | 準優勝        | 3位            | 降格                 | 数            | 優勝                                             |
| -- | ------ | ---------- | ------------- | ------------- | ------------------------------------------------------------------------------------------------ | ------------- | -------------- | -------------------- | ------------- | ------------------------------------------------ |
| 1  | 2022   | カルガリー | 9             | 日本          | 藤澤五月 吉田知那美 鈴木夕湖 吉田夕梨花 石崎琴美                                                 | 韓国          | カナダ         | 香港 ブラジル        | 4             | チャイニーズタイペイ · メキシコ（※準優勝：昇格） |
| 2  | 2023   | ケロウナ   | 8             | 韓国          | キム・ウンジ キム・ミンジ キム・スジ ソル・イェウン ソル・イェジ                                 | 日本          | アメリカ合衆国 | オーストラリア       | 6             | 中国                                             |
| 3  | 2024   | ラクーム   | 8             | カナダ        | レイチェル・ホーマン トレイシー・フルーリー エマ・ミスキュー サラ・ウィルクス ラシェル・ブラウン | 韓国          | 中国           | チャイニーズタイペイ | 8             | オーストラリア                                   |

## メダル獲得数
2024年大会終了時点における各国のメダル獲得数。
- メダル獲得はすべてディビジョンAのもの

| 順位              | 国/地域           | 金 | 銀 | 銅 | 計 |
| ----------------- | ----------------- | -- | -- | -- | -- |
| 1                 | カナダ            | 2  | 0  | 0  | 2  |
| 2                 | 中華人民共和国    | 1  | 0  | 0  | 1  |
| 3                 | 韓国              | 0  | 2  | 0  | 2  |
| 4                 | 日本              | 0  | 1  | 1  | 2  |
| 5                 | アメリカ合衆国    | 0  | 0  | 2  | 2  |
| 計 (国/地域数: 5) | 計 (国/地域数: 5) | 3  | 3  | 3  | 9  |

| 順位              | 国/地域           | 金 | 銀 | 銅 | 計 |
| ----------------- | ----------------- | -- | -- | -- | -- |
| 1                 | 韓国              | 1  | 2  | 0  | 3  |
| 2                 | 日本              | 1  | 1  | 0  | 2  |
| 3                 | カナダ            | 1  | 0  | 1  | 2  |
| 4                 | アメリカ合衆国    | 0  | 0  | 1  | 1  |
| 4                 | 中華人民共和国    | 0  | 0  | 1  | 1  |
| 計 (国/地域数: 5) | 計 (国/地域数: 5) | 3  | 3  | 3  | 9  |

| 順位              | 国/地域           | 金 | 銀 | 銅 | 計 |
| ----------------- | ----------------- | -- | -- | -- | -- |
| 1                 | カナダ            | 3  | 0  | 1  | 4  |
| 2                 | 韓国              | 1  | 4  | 0  | 5  |
| 3                 | 日本              | 1  | 2  | 1  | 4  |
| 4                 | 中華人民共和国    | 1  | 0  | 1  | 2  |
| 5                 | アメリカ合衆国    | 0  | 0  | 3  | 3  |
| 計 (国/地域数: 5) | 計 (国/地域数: 5) | 6  | 6  | 6  | 18 |